# Sprintvärldsmästerskapen i kanotsport 1966
Sprintvärldsmästerskapen i kanotsport 1966 anordnades i Östberlin i Östtyskland.

## Medaljsummering
| Pl.    | Nation          | Guld | Silver | Brons | Totalt |
| ------ | --------------- | ---- | ------ | ----- | ------ |
| 1      | Sovjetunionen   | 6    | 3      | 4     | 13     |
| 2      | Ungern          | 3    | 3      | 5     | 11     |
| 3      | Rumänien        | 5    | 1      | 1     | 7      |
| 4      | Västtyskland    | 1    | 3      | 1     | 5      |
| 5      | Östtyskland     | 1    | 0      | 3     | 4      |
| 6      | Danmark         | 0    | 2      | 0     | 2      |
| 7      | Tjeckoslovakien | 0    | 1      | 1     | 2      |
| 8      | Österrike       | 0    | 1      | 0     | 1      |
| 9      | Norge           | 0    | 1      | 0     | 1      |
| 10     | Sverige         | 0    | 1      | 0     | 1      |
| 11     | Nederländerna   | 0    | 0      | 1     | 1      |
| Totalt | Totalt          | 16   | 16     | 16    | 48     |

### Herrar

#### Kanadensare
| Gren        | Guld                                       | Tid | Silver                                      | Tid | Brons                             | Tid |
| C-1 1000 m  | Detlef Lewe (GER)                          |     | Tamás Wichmann (HUN)                        |     | Anatolij Martynov (URS)           |     |
| C-1 10000 m | Antal Hajba (HUN)                          |     | Rudolf Pěnkava (TCH)                        |     | Michail Zamotin (URS)             |     |
| C-2 1000 m  | Rumänien Vicol Calabiciov Serghei Covaliov |     | Sverige Bernt Lindelöf Erik Zeidlitz        |     | Ungern Árpád Soltész Csaba Szantó |     |
| C-2 10000 m | Rumänien Petre Maxim Gheorghe Simionov     |     | Sovjetunionen Valerij Drybas Andrij Chimitj |     | Ungern András Peter István Cserha |     |

#### Kajak
| Gren                | Guld                                                                                | Tid | Silver                                                                  | Tid | Brons                                                                                  | Tid |
| K-1 500 m           | Aurel Vernescu (ROU)                                                                |     | Erik Hansen (DEN)                                                       |     | Paul Hoekstra (NED)                                                                    |     |
| K-1 1000 m          | Oleksandr Sjaparenko (URS)                                                          |     | Erik Hansen (DEN)                                                       |     | Imre Kemecsey (HUN)                                                                    |     |
| K-1 10000 m         | Mihály Hesz (HUN)                                                                   |     | Volodymyr Zemljakov (URS)                                               |     | Fritz Briel (GER)                                                                      |     |
| K-1 4 x 500 m relay | Sovjetunionen Heorhij Karjuchin Jurij Kabanov Vilnis Baltiņš Dmitrij Matvejev       |     | Ungern Mihály Hesz András Szente Ferenc Cseh Imre Kemecsey              |     | Rumänien Vasilie Nicoarǎ Haralambie Ivanov Atanase Sciotnic Aurel Vernescu             |     |
| K-2 500 m           | Rumänien Vasilie Nicoarǎ Atanase Sciotnic                                           |     | Västtyskland Heinz Büker Holger Zander                                  |     | Sovjetunionen Vladimir Obraztsov Heorhij Karjuchin                                     |     |
| K-2 1000 m          | Sovjetunionen Oleksandr Sjaparenko Jurij Stetsenko                                  |     | Rumänien Aurel Vernescu Atanase Sciotnic                                |     | Ungern Ferenc Cseh Endre Hazsik                                                        |     |
| K-2 10000 m         | Ungern Imre Szöllösi László Fábián                                                  |     | Norge Egil Søby Jan Johansen                                            |     | Tjeckoslovakien Pavel Kvasil František Švec                                            |     |
| K-4 1000 m          | Rumänien Atanase Sciotnic Mihai Ţurcaş Haralambie Ivanov Anton Calenic              |     | Österrike Günther Pfaff Kurt Lindlgruber Helmut Hediger Gerhard Siebold |     | Sovjetunionen Oleksandr Sjaparenko Jurij Stetsenko Volodymyr Morosov Heorhij Karjuchin |     |
| K-4 10000 m         | Sovjetunionen Nikolaj Tjuzjikov Anatolij Grisjin Volodymyr Morozov Vjatjeslav Ionov |     | Ungern Imre Szöllösi László Fábián János Petroczy László Ürögi          |     | Östtyskland Günter Holzvoigt Wolfgang Finger Wolfgang Niedrig Siegwart Krabe           |     |

### Damer

#### Kajak
| Gren      | Guld                                                                                | Tid | Silver                                                               | Tid | Brons                                                                                 | Tid |
| K-1 500 m | Ljudmila Pinajeva (URS)                                                             |     | Roswitha Esser (GER)                                                 |     | Anita Kobuss (GDR)                                                                    |     |
| K-2 500 m | Östtyskland Anita Nüssner-Kobuss Helga Mühlberg-Ulze                                |     | Sovjetunionen Marija Zjubina Antonina Seredina                       |     | Ungern Katalin Benkő Anna Pfeffer                                                     |     |
| K-4 500 m | Sovjetunionen Marija Zjubina Antonina Seredina Ljudmila Pinajeva Nadezjda Levtjenko |     | Västtyskland Sigrud Kummer Roswitha Esser Irene Rozema Renate Breuer |     | Östtyskland Käthe Pohland Karin Haftenberger Anita Nüssner-Kobuss Helga Mühlberg-Ulze |     |